# Sint-Pieter (Valkenburg)
Sint-Pieter (Limburgs: Sint-Pièter) is de naam van een voormalige buurtschap ten noordoosten van Valkenburg. Tegenwoordig is het een buurt die deel uitmaakt van de kern Valkenburg.

## Geschiedenis
Het grondgebied van deze buurtschap behoorde vanouds, zowel in kerkelijk als in wereldlijk opzicht, tot Schin op Geul. Het werd begrensd door de Geul en de Hekerbeek. In Valkenburg kwam dat ongeveer overeen met de huidige Wilhelminalaan. In 1940 kwam de gemeente Valkenburg-Houthem tot stand, waarvan ook Sint-Pieter deel ging uitmaken. In 1982 volgde opnieuw een fusie en kwam het gebied aan Valkenburg aan de Geul.
De buurtschap werd reeds in 1556 vermeld op de kaart van Jacob van Deventer. Daar ziet men een aantal huizen, gelegen aan een kruising van wegen. Eén daarvan is de latere Steenstraat die via de Goudsberg naar Walem leidt en wel beschouwd wordt als een deel van de Romeinse Via Belgica. Op de Goudsberg zijn resten van een Romeinse wachttoren aangetroffen. Ook was er in 1556 reeds sprake van een watermolen op de Geul, deze is er nog steeds, zij het nadat er ingrijpende verbouwingen zijn verricht. Ze staat bekend als de Oude Molen en is gelegen aan Sint-Pieterstraat 2A.
In 1661 werd Sint-Pieter, samen met Schin op Geul, ingevolge van het Partagetraktaat ingedeeld bij het Spaanse gebied, terwijl Valkenburg Staats gebied werd. Een kapel werd in Sint-Pieter opgericht, welke dienstdeed als grenskerk.
In 1882 vestigde zich een klooster van de Franciscanessen in een 17e-eeuwse Spaanse leenhoeve aan de Oosterweg 2. Iets later werd hier een zusterhuis en een neogotische kapel (1886) bijgebouwd. Dit klooster werd in 1963 opgeheven, waarna de zusters verhuisden naar het Jezuïetenklooster (Sint-Jozefklooster) in de wijk Stoepert. De kapel werd in 1967 in gebruik genomen door de Nederlands-Hervormde gemeente. In 1964 werd het hoofdgebouw van het klooster, met een 17e-eeuwse voorgevel in mergel, afgebroken.
Pas begin 20e eeuw werden namen toegekend aan de straten van Sint-Pieter, waaronder de Sint-Pieterstraat, de Steenstraat en de Hekerbeekstraat. In de daaropvolgende decennia werd Sint-Pieter geleidelijk aan de kom van Valkenburg vastgebouwd. Tegenwoordig is Sint-Pieter geen afzonderlijke buurtschap meer, maar maakt het deel uit van de kom van Valkenburg. Zo werden vanaf 1950 huizen in mergelsteen gebouwd aan de Doctor Erensstraat en de Louis van de Maesenstraat. Door de bouw van een supermarkt in 1982 verdween Hotel Franssen, met de tuin, uit 1900. In 1914 werd winkelcentrum De Kei gebouwd. Bij de aanleg van de parkeerkelder werden de fundamenten van een 12e-eeuwse boerderij aangetroffen.

## Externe bronnen
- ReliWiki